# Serpentine (feestartikel)

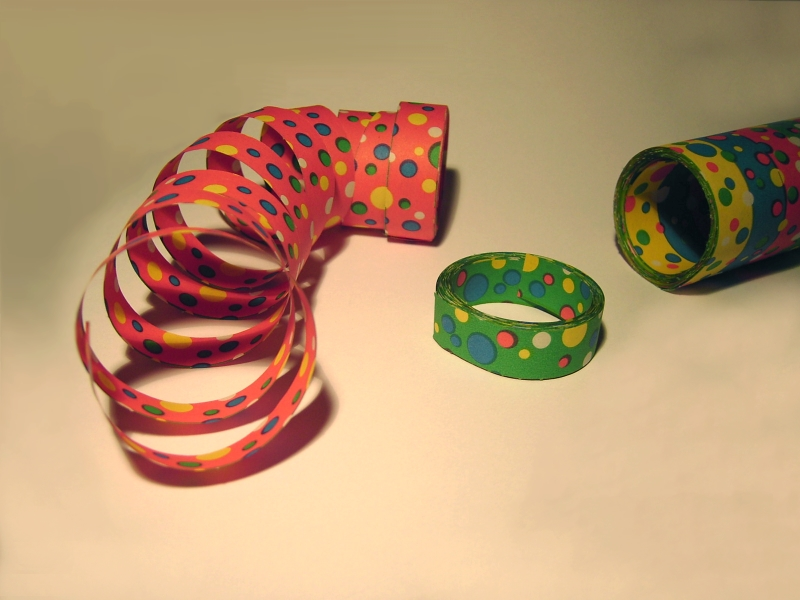
Serpentines

Een serpentine is een feestartikel dat bestaat uit een smalle ring van dun opgerold kleurig papier. Op een feest wordt één eind van de ring door de lucht gegooid, het andere eind vastgehouden, waardoor een vrolijk kleureffect ontstaat. Serpentines worden vooral gebruikt bij felicitaties, carnaval en nieuwjaar en andere feesten en vieringen.
Serpentines zijn te koop in feestwinkels, meestal in pakketjes met meer rolletjes in verschillende kleuren.
Bij een ticker-tape parade wordt confetti in de lucht gegooid. 